# Тему (Бреша)
Тему је насеље у Италији у округу Бреша, региону Ломбардија.
Према процени из 2011. у насељу је живело 542 становника. Насеље се налази на надморској висини од 1167 м.

## Становништво
Према резултатима пописа становништва 2011. у општини је живело 1.083 становника.
| 1951. | 1961. | 1971. | 1981. | 1991. | 2001. | 2011. |
| ----- | ----- | ----- | ----- | ----- | ----- | ----- |
| 1.303 | 1.330 | 1.215 | 1.116 | 1.058 | 1.010 | 1.083 |